# Bromuro de metilo

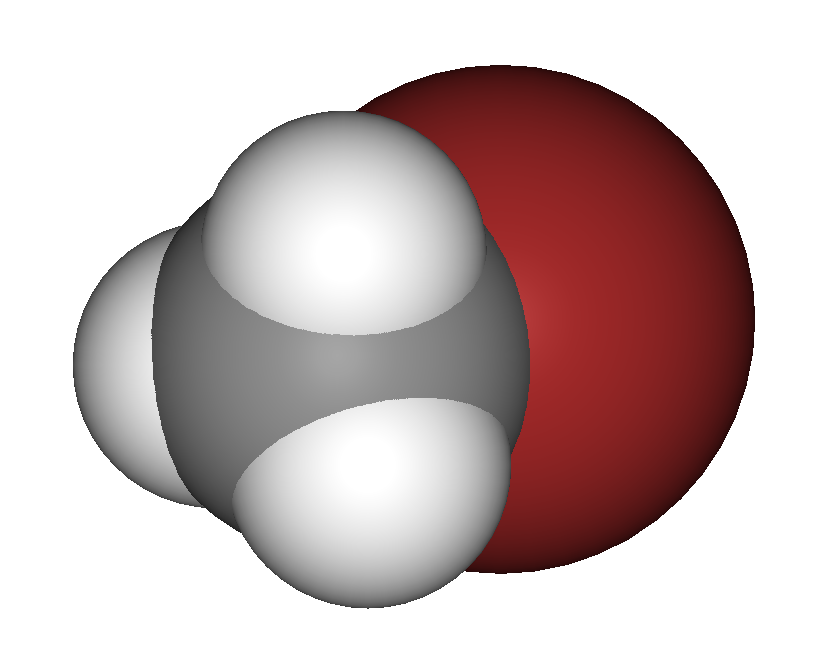
Representación 3 D del Bromuro de metilo.

El compuesto químico bromuro de metilo o bromometano es un compuesto orgánico halogenado con la fórmula química CH3Br. Es un gas incoloro, con suave aroma a cloroformo, no inflamable. Sus propiedades químicas son bastante similares a las del clorometano. Nombres comerciales del bromometano son Embafume, Bromometano y Terabol.

## Origen
El bromuro de metilo tiene origen tanto natural como sintético. Se produce naturalmente en su mayoría en el océano, por algas y algas Laminariales. También por plantas terrestres, como varias del género de las Brassica. En la industria se hace reaccionando metanol con ácido bromhídrico. En el laboratorio se obtiene añadiendo ácido sulfúrico a una mezcla metanol y bromuro de sodio (se forma bromhídrico), o bien por reacción del bromo con metanol en presencia de fósforo rojo.

## Usos
Con el Protocolo de Montreal su producción y uso fueron interrumpidos en etapas. Era ampliamente usado como insecticida y nematocida con efecto fungicida, acaricida, rodenticida, herbicida (semillas en germinación). Se utilizaba para desinfectar y esterilizar suelos (mataba semillas de todas las spp.), fumigar cereales, proteger mercadería almacenada, desinfectar depósitos y molinos (en especial contra el gorgojo de los granos y la polilla de la harina) como gas no combinado o combinado con dióxido de carbono y/o dibromuro de etilideno. Aunque el bromometano es peligroso de usar, es considerablemente más seguro y más efectivo que los otros pocos esterilizantes de suelo disponibles. Su desaparición en la industria de germoplasma vegetal resultó en cambios de las prácticas culturales, incrementando las tareas mecánicas de suelo. El bromometano era muy usado en fumigación multipropósito para matar variedades de pestes: ratas, insectos, hongos. El ISPM 15 de regulaciones sirve cuando se exporta en packaging de madera a ciertos países. También era un buen solvente para extracción de aceite de semillas y de lanas.
El Protocolo de Montreal ha restringido severamente el uso de bromuro de metilo internacionalmente, los EE. UU. consiguieron retardar su uso con excepciones. En 2004, datos disponibles, 3.200 t de bromometano se aplicaron nada más que en el Estado de California, (California Department of Pesticide Regulation). Para el mismo año, toda Argentina usó 870 t.

## Contracción del ozono
El bromometano es uno de la lista de sustancias reductoras del ozono estratosférico en el Protocolo de Montreal. Como el bromuro es 60 veces más destructor del ozono que el cloro, cantidades más pequeñas de bromuro de metilo causan considerables daños a la capa de ozono. En 2005 y en 2006, siguen existiendo excepciones bajo el Protocolo de Montreal. Una sola molécula de CFC puede destruir 100.000 moléculas de ozono en los dos años que dura su actividad. El bromometano no cuenta con sustituto para sus aplicaciones industriales por lo que, por desgracia, se sigue empleando masivamente. El CFC por suerte ha sido sustituidos por los HCFC que son un poco menos nocivos.

## Controversia
El bromometano se usa para preparar los campos de golf, esterilizándolos antes de replantar spp.de pastos. Particularmente para controlar Cynodon dactylon (pasto Bermuda, chepica, gramón). El Protocolo de Montreal estipula que el bromometano debe discontinuarse progresivamente. El gobierno de EE. UU. ha adoptado excepciones (los denominados usos críticos)  para prevenir desarmonías de mercado. 

## Toxicidad
Si se inhala una alta concentración en breve periodo, produce migraña, mareo, vértigo, náusea, vómito, debilidad; puede acompañarse de excitación mental, convulsiones, y manías agudas. Más tiempo de inhalación de más bajas concentraciones causan bronquitis y neumonía.
El líquido agrede la piel, produciendo picazón y enrojecimiento, y aparece ampollas durante las siguientes horas postcontacto. Tanto líquido como vapor dañan severamente los ojos.
Los niveles de exposición para matar varían de 1600 a 60.000 ppm, dependiendo de la duración del contacto.
Los efectos respiratorios, renales, neurológicos son los más presentes en humanos. No hay casos de graves efectos sobre el sistema nervioso de exposiciones de largo término o de bajos niveles notados en gente, aunque estudios en conejos y en monos muestran lesiones moderadas a severas.